# Ion Popescu-Lac
Ion Popescu-Lac (n. 22 martie 1923 – d. 26 mai 1980) a fost un arhitect român dotat cu talent artistic, coleg de facultate, de generație și bun prieten cu alți arhitecți cunoscuți în lumea artelor, printre care Liviu Ciulei, Ion Popescu-Gopo, Alexandru Culescu sau Enrico Fanciotti. Ca actor a jucat în șase filme, respectiv în O Muscă cu Bani, Telegrame (1960), Valurile Dunării (1960), O Poveste ca-n Basme, S-a furat o bombă (1962) și Pași spre lună (1964). A jucat și în diverse roluri din piese de teatru puse în scenă de artiști amatori, printre care în rolul lui Sebastien din „Nud cu Vioară” și cel al lui Rică Venturiano din O noapte furtunoasă. Pentru acest ultim rol a și luat Premiul I la concursul organizat în 1952, cu prilejul Centenarului Ion Luca Caragiale. Nu s-a mulțumit să joace în roluri scrise de alții și s-a decis să scrie propriile texte umoristice, scenete și chiar mici comedii. Textele sale au fost rostite la radio, televiziune și pe diverse scene din țară de către mari actori români, de la Vasile Tomazian și până la Toma Caragiu sau Grigore Vasiliu Birlic.

## Copilăria și tinerețea
Ion Popescu-Lac s-a născut în București ca al doilea copil din cei trei ai modestei familii Popescu, după ce Petre Popescu, cel mai mare dintre frați, se născuse la Vârciorova – Mehedinți, localitate aflată în prezent sub apele Dunării. Trei ani mai târziu avea să se nască, tot în București, ultimul copil, Constanța Popescu. Petre Popescu avea să ajungă filolog, profesor universitar și diplomat în serviciul extern al României, fiind bun prieten cu ministrul de externe Grigore Preoteasa. Va muri însă ca urmare a unui evident malpraxis (o banală operație de hernie).
Tatăl, Alexandru Popescu, oltean născut în comuna Bala de Sus, raionul Baia de Aramă, a muncit vreme de 60 de ani numai la C.F.R., până în anul 1944 ca acar, frânar și magaziner, după care s-a angajat ca secretar al Casei de Ajutor Reciproc a C.F.R., încheindu-și activitatea la vârsta de 78. A murit în 1972 la vârsta de 88 ani. Mama, Cristina Vrăgneanu, de origine sârbă (Vrăgneanu este românizarea numelui sârb Vrgović) s-a născut în comuna Vârciorova și a fost ucisă în bombardamentul american din 4 aprilie 1944, la vârsta de 49 ani.
Chiar și înainte de moartea mamei, Ion Popescu–Lac nu avut o viață ușoară, dar norocul său a fost locul de muncă al tatălui. Pe atunci existau unități de învățământ pentru copiii ceferiștilor, astfel că a urmat, gratuit, cursurile Școlii Nr. 40 C.F.R. și ale Liceului C.F.R. „Aurel Vlaicu”. Aici a jucat rugby, fiind coleg de clasă și de echipă cu Dragoș Țenescu, unul dintre cei trecuți în „cartea de aur” a rugby-ului din România. Mai greu i-a fost din anul 1942, atunci când a fost admis la Facultatea de Arhitectură și când, pentru a se întreține, s-a angajat ca desenator tehnic la diverse antreprize private, precum „C. Pomuț” sau „Marin Nicolae”. Cursurile Facultății de Arhitectură le-a urmat în perioada 1942–1948, fiind coleg cu arhitecți ajunși celebrii nu numai în arhitectură, dar și în alte domenii, precum Liviu Ciulei (regie de teatru și film) sau Ascanio Damian (legendă a rugby-ului românesc). Cu porecla „Lac” s-a ales tot în timpul facultății. Pe atunci exista obiceiul ca bobocii din anul I să fie prinși, dezbrăcați și pictați cu acuarelă pe pielea goală. Ion Popescu, ca fostă aripă de trei-sferturi la rugby, a fost mai greu de prins. Iar când, în sfârșit, au reușit să pună mâna pe el, colegii din anii superiori au constatat că nu dispuneau de acuarelă neagră. Așa că i-au pictat o pereche de galoși cu lac negru, care n-a mai putut fi îndepărtat vreme de câteva săptămâni. Serviciul militar l-a satisfăcut tot în timpul facultății, între anii 1942–1944, fiind încadrat într-un batalion de geniu, împreună cu Liviu Ciulei. În luna august 1944, cei doi studenți au fost trimiși la lucrările din sectorul 206 de pe linia Focșani – Nămoloasa – Brăila. Întrucât în perioada 23–31 august 1944 unitatea militară din care făceau parte a fost introdusă în dispozitiv operativ, Liviu Ciulei și Ion Popescu–Lac s-au ales și cu titlul de „veteran de război”.

## Activitatea artistică
Activitatea sa artistică a început încă din timpul studenției, într-o sâmbătă, 25 martie 1944, la trei zile după ce sărbătorise împlinirea vârstei de 21 ani și cu doar 10 zile înainte să îi fie ucisă mama. Ziarele din acea perioadă sesizează că, în seara respectivă, „a avut loc la Studioul Teatrului Național un spectacol foarte original dat de studenții Facultății de Arhitectură, din Compania de Geniu a Secției de Pregătire Militară – Politehnica București”. Spectacolul se numea „Bărbați, bărbați, bărbați” și se voia o parodie la adresa revistei de mare succes de la „Cărăbuș”, intitulată „Femei, femei, femei”. Spectacolul era bazat pe ceea ce se numește umor englezesc și teatru absurd, regizor fiind „elevul sergent Liviu Ciulei”, care și-a început și el activitatea artistică în acea seară. O parte din texte erau scrise și interpretate de către Ion Popescu–Lac. Se spune că, după spectacol, Constantin Tănase i-ar fi felicitat pe artiștii-arhitecți și le-ar fi spus: „ Măi copii, după ce terminați armata, lăsați naibii arhitectura și veniți la mine, dacă vreți să împușcați francul!” Din păcate, în scurtă vreme evenimentele s-au precipitat, iar România a trecut printr-o perioadă dură, în care umorul nu mai era gustat de cei veniți la putere.
De abia în 1955 grupul de foști colegi la Facultatea de Arhitectură a reușit să se adune și să repună pe picioare activitatea artistică începută în timpul facultății, în coordonarea lui Ion Popescu-Lac și a lui Alexandru Culescu. Din seria de spectacole ce a urmat, poate cel mai cunoscut a fost acela intitulat „Pe gustul tuturor”. A mai existat și un altul intitulat „Primul spectacol”, dar acesta a avut premiera în 1960. Au urmat emisiuni umoristice, difuzate la radio, și, din 1958, spectacole muzical–umoristice transmise de nou-apăruta Televiziune Română („Estrada Arhitecților”). Poate cea mai bună emisiune radiodifuzată, scrisă de Ion Popescu–Lac și Alexandru Culescu, a fost „Arhitectura de-a lungul veacurilor”, interpretată de Costache Antoniu, Grigore Vasiliu Birlic, Dem Rădulescu, Toma Caragiu, Vasilica Tastaman, Rodica Tapalagă, Paul Sava, Florin Vasiliu, Horia Căciulescu, Sorin Balaban, Dumitru Rucăreanu, Ion Lucian. Aceste spectacole au constituit o punte de lansare pentru mulți artiști deveniți, ulterior, celebri. Printre aceștia pot fi enumerați: arhitect Gabriel Gheorghiu (angajat ca bas la Teatrul de Operetă), Constantin Drăghici, Pompilia Stoian, Puica Igiroșanu, conductor-arhitect Aurelian Andreescu (descoperit de Ion Popescu–Lac la Școala Tehnică de Arhitectură și Construcția Orașelor, unde a fost profesor și director adjunct). În același timp, Ion Popescu–Lac și-a făcut loc și în lumea teatrului, jucând, de regulă, în comedii puse în scenă tot de trupe de arhitecți. În anul 1952 s-a remarcat în rolul Rică Venturiano din piesa O noapte furtunoasă, obținând premiul întâi la concursul organizat cu prilejul Centenarului Ion Luca Caragiale, iar în anul 1963 s-a bucurat de un real succes cu rolul Sebastien din piesa bulevardieră „Nud cu Vioară”. În această ultimă piesă l-a luat alături și pe fiul său, Gabriel Mircea Popescu, care, la numai nouă ani, a interpretat rolul lui Lauderdale. Peste ani, muzicianul Gabriel Mircea Popescu va înființa și conduce, până la decesul său prematur, formația Cardinal, care s-a remarcat în spectacolele „O-la-la” și „Vocea României” de la Pro TV.
În cinematografie Ion Popescu–Lac a debutat în 1958, interpretând rolul majordomului din filmul lui Gopo „O Muscă cu Bani”. După încheierea filmărilor, cenzura a descoperit că actorul folosit în rolul principal era un fiu nelegitim al fostului rege Carol al II-lea, drept care a dispus oprirea de la difuzare și distrugerea tuturor copiilor filmului. În februarie 1987, Ion Popescu-Gopo i-a mărturisit lui Alexandru Valentin Popescu (fiul lui Ion Popescu–Lac) că a reușit să salveze o copie, dar în iunie 1990 văduva marelui regizor a negat cu vehemență acest lucru. Se pare că filmul este cu desăvârșire pierdut.
În 1959 Ion Popescu–Lac a fost chemat să joace într-un nou film, de data acesta de regizorul Jean Georgescu. Ziarele timpului arată că Jean Georgescu urma să pună în scenă filmul Telegrame (1960), distribuind în rolurile principale pe Aurel Munteanu (Costăchel Gudurău), Iordănescu–Bruno (Iordăchel Gudurău) și Ion Popescu–Lac (Albert Gudurău). Din nefericire, în urma unei delațiuni, Jean Georgescu a fost arestat, iar filmul a fost regizat de Gheorghe Naghi, după ce s-au modificat atât scenariul, cât și distribuția. Ion Popescu–Lac a trebuit să se mulțumească cu mic rol episodic de șef de cabinet al ministrului jucat de Mircea Șeptilici. Era deja al doilea film și al doilea ghinion. Tot în 1959, Ion Popescu–Lac se reîntâlnește cu fostul său coleg de facultate și serviciu militar Liviu Ciulei, care îi oferă două mici roluri în Valurile Dunării, cel al lui Ovidiu Manolescu, „pungaș… de buzunare”, și cel al unui ofițer german. Ion Popescu–Lac profită de cel de-al doilea rol și pune de-o șotie, ce putea să se sfârșească rău, dacă nu ar fi intervenit Liviu Ciulei. Formează un pluton de figuranți îmbrăcați în uniforme germane și defilează cu ei, în pas de gâscă, prin fața Comitetului Regional de Partid. În 1960 urmează filmul lui Gopo „O Poveste ca-n Basme”, în care interpretează rolul unui prinț, candidat la mâna prințesei.
Apogeul carierei sale cinematografice îl atinge în anul 1961, când i se încredințează rolul de șef al poliției din filmul S-a furat o bombă. În acest film va debuta și vechiul său prieten Alexandru Culescu (în rolul unui gangster cu pipă), iar rolul principal îl va deține un alt prieten cu studii (neterminate) în arhitectură, Iura Darie. Pentru figurație, Gopo i-a adus în film și pe cei doi copii ai lui Lac, Alexandru Valentin Popescu și Gabriel Mircea Popescu. Ultimul film în care apare Ion Popescu–Lac este Pași spre lună (1964), în care interpretează rolul lui Cyrano de Bergerac. După acest film din 1964, i se interzice să mai apară în filme sau la televiziune, sub pretextul că aceste apariții publice nu cadrează cu funcția oficială deținută începând cu luna decembrie 1965 (arhitect șef al județului Ilfov). Și totuși continuă să se dedice artei, concentrându-se asupra scrisului de texte umoristice și comedii (arhiva sa personală cuprinde peste 2.000 pagini olografe). Din când în când, mai înregistrează câte o emisiune la Radio („Arhitectura de-a lungul veacurilor”) sau apare în câte un spectacol pus în scenă de către colegii săi arhitecți, deși starea sa de sănătate se înrăutățește în cursul anilor 70 ai secolului al XX-lea.

## Viața privată
Pe băncile facultăți o cunoaște pe Elena Teodorescu, fiica colonelului Alexandru Teodorescu, șeful Birourilor 2 și 3 (Informați și Contrainformații Militare) de la Corpul 7 Teritorial de Armată. Cei doi se căsătoresc în 1946, iar în 1947 se naște primul lor fiu, Alexandru Valentin Popescu, care își moștenește bunicul, ajungând el însuși la gradul de colonel în Armata României. Al doilea fiul, Gabriel Mircea Popescu, se naște în 1954 și, de data aceasta, moștenește atracția spre arte a tatălui, devenind muzician. Din păcate, Gabriel moștenește și caracterul bolnăvicios al tatălui său, stingându-se din viață la numai 56 de ani.
După terminarea facultății în 1948, Ion Popescu–Lac se va dovedi un arhitect cu talent, lucrând la felurite proiecte din diferite domenii de interes pentru România. Astfel, în perioada 1948–1949 a lucrat la Primăria Capitalei, ocupându-se de proiectele de refacere a Bucureștilor după război. În perioada 1949–1951 a lucrat în Ministerul Agriculturii, Departamentul Gostat, proiectând primele construcții agrozootehnice din agricultura României. În perioada 1951–1960 a lucrat la Institutul de Studii și Proiectări Energetice, Secția Lucrări Speciale și detașat în Ministerul Forțelor Armate, aducându-și o importantă contribuție la o serie de proiecte de importanță strategică, printre care Institutul de Fizică Atomică de la Măgurele, termocentralele Ovidiu și Borzești, precum și alte proiecte la care publicul nu are acces. Între anii 1960–1965 a pregătit mai multe generații de elevi ai Școlii Tehnice de Arhitectură și Construcția Orașelor, în calitate de profesor de „detalii de construcții” și director adjunct. Din 1965 a ocupat postul de arhitect șef al Județului Ilfov, continuând însă să predea, cu jumătate de normă, la S.T.A.C.O.
A făcut parte din colectivele care au câștigat concursurile publice pentru proiectele: Sistematizarea Pieței Nicolae Bălcescu București, Teatrul Național București, Sistematizarea Pieței „Liga Națiunilor” Geneva.
A fost decorat de către autoritățile vremii cu Ordinul Muncii clasa III-a (1974), A 25-a Aniversare a Eliberării Patriei (1969), A 50-a Aniversare a P.C.R. (1971), A 25-a Aniversare a Proclamării Republicii (1972).
În anul 1977 a fost pensionat pentru invaliditate. A decedat în anul 1980 la Spitalul de Urgență Floreasca cu diagnosticul de pancreatită necrotică. În ultimii ani suferise numeroase intervenții chirurgicale, astfel încât, la data decesului, cântărea puțin peste 45 kg la o înălțime de 1,82.

## Filmografie
- O Muscă cu Bani, 1958, Majordomul.
- Telegrame (1960) - șeful de cabinet al ministrului justiției
- Valurile Dunării (1960) - Ovidiu Manolescu și un ofițer german
- O Poveste ca-n Basme, 1960, Un prinț candidat la mâna prințesei.
- S-a furat o bombă (1962) - șeful Poliției
- Pași spre lună (1964) - Cyrano de Bergerac.